# رشته‌کوه حصار
رشته‌کوه حصار (روسی: Гиссарский хребет) رشته‌کوهی است در آسیای مرکزی، در بخش غربی مجموعه کوهستان‌های پامیر-آلای. رشته‌کوه حصار ۲۰۰ کیلومتر در جهت شرقی غربی امتداد می‌یابد و بخشی از آن در تاجیکستان و بخشی دیگر در ازبکستان قرار دارد.
کوهستان حصار در جنوب رشته‌کوه زرافشان واقع شده و از شمال شهر دوشنبه گذشته از طریق ناحیه حصار در ناحیه‌های تابع جمهوری، به ازبکستان رسیده و به منتهی‌الیه شمالی ولایت سرخان‌دریا وارد می‌شود.
بلندترین نقطه رشته‌کوه حصار ۴۶۴۳ متر بلندا دارد که در خاک ازبکستان، و در نزدیکی مرز با تاجیکستان واقع شده و محل آن درست در شمال غربی دو شنبه است. این قله که پیش از این «بیست و دومین کنگره حزب کمونیست» نام داشت و نام کنونی آن حضرت سلطان است، بلندترین نقطه در تمام ازبکستان به‌شمار می‌آیند.
حضرت سلطان یکی از لقب‌های صوفی معروف احمد یسوی است.
رشته‌کوه حصار از تخته‌سنگ‌های بلورین، شیست و ماسه‌سنگ تشکیل شده که سنگ‌های خارا در خاک آن نفوذ کرده‌اند.

## طبیعت
دره حصار، که پارک ملی شیرکند را دربر گرفته یک منطقه حفاظت‌شده به مساحت ۳ هزار هکتار است. این منطقه حفاظت‌شده قرار است به مرور ۳۰ هزار هکتار را در بر بگیرد. تعداد محل‌های باستانی و تاریخی و قابل پژوهش علمی در دره حصار بسیار زیاد است.